# جيوتندرا ناث ديكسيت
جيوتندرا ناث ديكسيت (من 8 يناير 1936 إلى 3 يناير 2005) كان دبلوماسيًا هنديًا، شغل منصب وزير الخارجية (1991-1994)، وأعلى بيروقراطي في وزارة الشؤون الخارجية. في وقت وفاته، كان مستشارًا للأمن القومي (في الهند) لرئيس الوزراء مانموهان سينغ ويُذكر لدوره كمفاوض في النزاعات مع باكستان والصين.

## النشأة والتعليم
ولد في شيناي، المعروف آنذاك باسم مدراس، للكاتب الماليزي الشهير مونشي بارامو بيلاي وريتناماي ديفي. حصل على لقبه، ديكسيت، من زوج والدته سيتارام ديكسيت المقاتل من أجل الحرية والصحفي.
تعلَّم في وسط الهند وراجستان ودلهي. بعد ذلك حصل على درجة البكالوريوس مع مرتبة الشرف في الفلسفة والاقتصاد والعلوم السياسية من كلية ذاكر حسين (جامعة دلهي) (1952 دفعة)، ثم حصل على درجة الماجستير في القانون الدولي والعلاقات الدولية من جامعة دلهي، وتابع دراسات الدكتوراه في المدرسة الهندية للدراسات الدولية، وهي الآن جزء من جامعة جواهرلال نهرو.

## المسيرة الوظيفية
انضم إلى الخدمة الخارجية الهندية في عام 1958، وخدم في فيينا، النمسا، وأصبح نائب المفوض السامي الهندي في بنغلاديش (1971-1974) بعد تحريرها. بعد ذلك، شغل منصب نائب رئيس البعثة في سفارة الهند في طوكيو وواشنطن، وعمل بعد ذلك كسفير في شيلي، المكسيك (السكرتير الثالث 1960-1961)، اليابان، أستراليا، أفغانستان (1980-1985) ؛ المفوض السامي سري لانكا (1985-1989) وباكستان (1989-1991). كان كبير مديري المساعدات الهندية في بوتان.
شغل فيما بعد منصب وزير الخارجية الهندي من عام 1991، ثم تقاعد في نهاية المطاف من الخدمة الحكومية في عام 1994. وكان أيضًا ممثلًا للهند لدى الأمم المتحدة واليونيدو واليونسكو ومنظمة العمل الدولية وحركة عدم الانحياز. كان عضوًا في أول مجلس استشاري للأمن القومي. وكان أيضًا مؤلفًا للعديد من الكتب. وكان المفوض السامي في كولومبو في عام 1987 عندما وقعت الهند اتفاقًا مع حكومة سريلانكا ونشرت قوة حفظ السلام الهندية (IPKF) في منطقة التاميل في جزيرة الأمة في ذروة الأزمة العرقية.
نجح في منصب مستشار الأمن القومي في عام 2004. ظهرت أعمدته في الشؤون الدولية والإقليمية بانتظامٍ في العديد من المنشورات بما في ذلك مجلة اوتلوك الهندية وصحيفة اكسبريس الهندية وظل محاضرًا زائرًا في العديد من المؤسسات التعليمية.

## الحياة الشخصية والموت
توفي جيوتندرا ناث ديكسيت في 3 يناير 2005 في نيودلهي بعد إصابته بنوبة قلبية. كان متزوجًا من فيجايا لاكشمي ديكسيت (ني سوندرام) ولديه خمسة أطفال، تزوجت أشوك ديكسيت من ماندا ديكسيت، تزوج راهول ديكسيت من روبا ديكسيت، و تزوجت أابها ديكسيت من بي. أحفاده هم ساجاميترا ديكسيت، سوميران وساجيري ديكسيت، جايدييف وأبيشيك داهفل وفاسودا شاكدير. تزوج مرة ثانية. وكان أول مستشار للأمن القومي تُوفي في منصبه.

## الجوائز والتكريم
مُنح جائزة بادما فيبهوشان، ثاني أعلى جائزة مدنية في الهند، بعد وفاته في في عام 2005.

## أعمال
- الذات في الخريف، 1982 (مجموعة من القصائد)
- تشريح الوراثة المعيبة: دراسة استقصائية للعلاقات الهندية الباكستانية 1970-1994، ناشرو كونارك ، 1995
- سنواتي في جنوب بلوك، UBS publi
- الواجب كولومبو، ناشرو كونار ، 1997.
- عبر الحدود: خمسون عامًا من سياسة الهند الخارجية، ناشرو PICUS. عام 1998.
- التحرير وما بعده: العلاقات بين الهند وبنجلاديش 1971 - 1999 ، دار نشر كونارك. عام 1999.
- السياسات الخارجية الهندية وجيرانها، كتب جيان، نيودلهي، 2001. ردمك 81-212-0726-6.
- سياسة الهند الخارجية - تحدي الإرهاب - تصميم معادلات بين الولايات ، بقلم جيان بوكس ، 2003. ردمك 81-212-0785-1
- الشؤون الخارجية. كتب رولي، 2003. ردمك 81-7436-264-9.
- الخدمة الخارجية الهندية: التاريخ والتحدي. كونارك للنشر، 2005.

## روابط خارجية
- جيوتندرا ناث ديكسيت على موقع الموسوعة البريطانية (الإنجليزية)